# Christoph Meyer (Politiker)

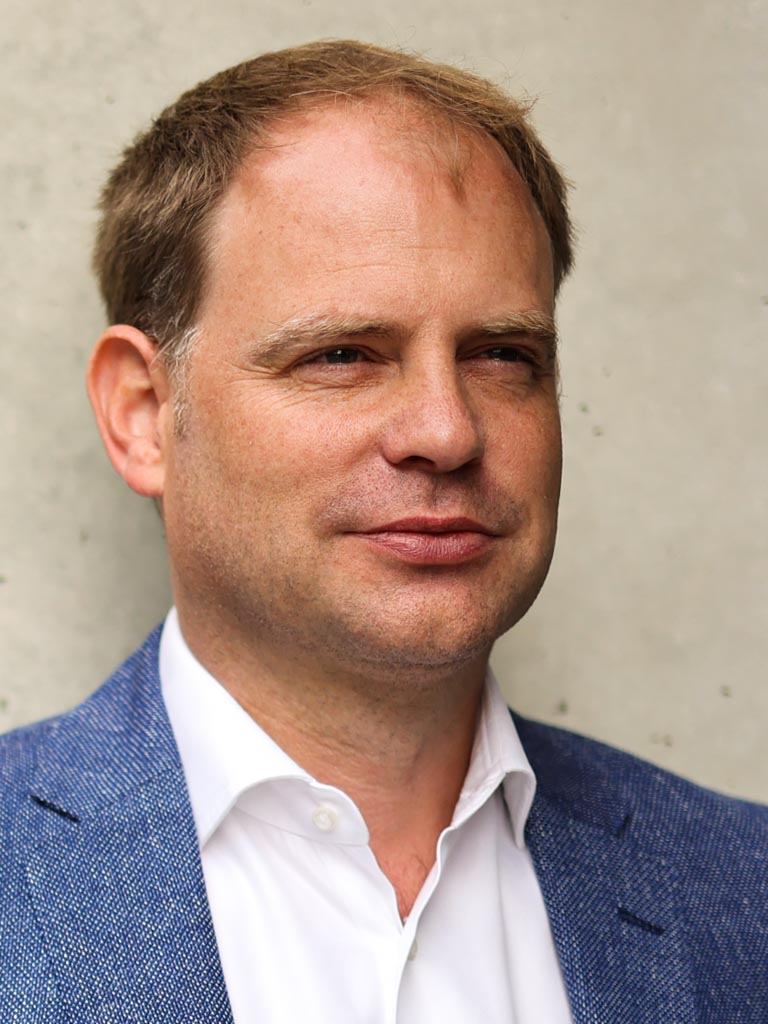
Christoph Meyer, 2020

Christoph Meyer (* 30. August 1975 in West-Berlin) ist ein deutscher Politiker (FDP) und Rechtsanwalt. Seit März 2018 ist er Landesvorsitzender der FDP Berlin. Dieses Amt hatte er bereits 2010 bis 2012 inne. Von 2009 bis 2011 war er Fraktionsvorsitzender der FDP im Abgeordnetenhaus von Berlin. Von 2017 bis 2025 war er Mitglied des Deutschen Bundestages und einer der stellvertretenden Fraktionsvorsitzenden der FDP. 

## Ausbildung und Berufsleben
Meyer besuchte das Walther-Rathenau-Gymnasium (damals noch Walther-Rathenau-Oberschule) in Berlin-Grunewald und erwarb 1994 die Allgemeine Hochschulreife. Anschließend absolvierte er eine Ausbildung zum Bankkaufmann bei der Dresdner Bank AG in Berlin. Ab 1996 studierte Meyer Rechtswissenschaften an der Europa-Universität Viadrina in Frankfurt (Oder) sowie an der Freien Universität Berlin und legte 2004 sein Erstes juristisches Staatsexamen ab. 2007 absolvierte er das Zweite  juristische Staatsexamen und ist seit 2008 als Rechtsanwalt in Berlin zugelassen.
Seit Herbst 2012 ist Christoph Meyer für die DEUTSCHE ROCKWOOL Mineralwoll GmbH & Co. KG tätig.

## Politik
Meyer ist seit 1993 Mitglied der FDP. Von 2000 bis 2001 war Meyer Bürgerdeputierter der Bezirksverordnetenversammlung Charlottenburg-Wilmersdorf. Im Januar 2002 rückte er für den zuvor ausgeschiedenen Abgeordneten Günter Rexrodt in das Berliner Abgeordnetenhaus nach. In der 15. Wahlperiode des Berliner Parlaments war Christoph Meyer rechtspolitischer Sprecher und vertrat die FDP-Fraktion im Hauptausschuss und im Untersuchungsausschuss Tempodrom. 2006 zog Meyer als Spitzenkandidat der FDP Charlottenburg-Wilmersdorf erneut in das Berliner Abgeordnetenhaus ein. Bis zum Frühjahr 2009 war er stellv. Vorsitzender der Fraktion sowie Sprecher für kulturelle Angelegenheiten und Vertreter im Sonderausschuss Restitution. Im April 2009 übernahm Meyer von dem langjährigen Fraktionsvorsitzenden Martin Lindner den Vorsitz der Abgeordnetenhausfraktion, nachdem jener erfolgreich für den Deutschen Bundestag kandidiert hatte.
Im März 2010 wurde Meyer auf einem Landesparteitag der Berliner FDP zum Landesvorsitzenden gewählt. Er trat damit die Nachfolge von Markus Löning an, der für das Amt nicht erneut kandidierte. Im Mai 2011 wurde er als Beisitzer in den Bundesvorstand der FDP gewählt, dem er bis März 2013 angehörte. Beim Landesparteitag im März 2018 kandidierte er erneut und übernahm das Amt von Sibylle Meister, die nicht erneut antrat.
Als Spitzenkandidat und Landesvorsitzender erzielte er am 18. September 2011 das mit 1,8 Prozent schlechteste Berliner FDP-Ergebnis aller Zeiten. Bei dieser Wahl schied die FDP nicht nur aus dem Abgeordnetenhaus aus, sondern verlor auch alle ihre Mandate auf Bezirksebene, bei welcher lediglich eine Drei-Prozent-Hürde gilt.
Bei der Bundestagswahl 2017 erzielte Meyer im Bundestagswahlkreis Berlin-Charlottenburg – Wilmersdorf mit 14,9 % des landesweit beste Zweitstimmenergebnis der FDP und zog als Spitzenkandidat über deren Landesliste in den Deutschen Bundestag ein. Im 19. Deutschen Bundestag war Meyer Obmann seiner Fraktion im Haushaltsausschuss und gehörte als stellvertretendes Mitglied dem Ausschuss für Umwelt, Naturschutz und nukleare Sicherheit an.
Für die Bundestagswahl 2021 wurde Meyer erneut auf Platz 1 der Landesliste der FDP Berlin gewählt und zog anschließend erneut in den Bundestag ein. Am 7. Dezember 2021 wurde er zum stellvertretenden Vorsitzenden seiner Fraktion gewählt. Ab 2022 war er Vorsitzender des Vertrauensgremiums zur Billigung der Haushaltspläne der Nachrichtendienste des Bundes. Am 11. Februar 2024 gewann er bei der Wiederholungswahl in Berlin das Mandat erneut, schied aber im Frühjahr 2025 mit der an der Fünf-Prozent-Klausel gescheiterten FDP aus dem Deutschen Bundestag aus.

## Mitgliedschaften
Meyer ist Mitglied der überparteilichen Europa-Union Berlin.